# Методика наставе географије
Методика наставе географије или дидактика и методика географије (грч. didakso — поучавам и грч. methodos — начина рада) је гранична наука између географије, дидактике, психологије и педагогије. Њен предмет проучавања је географско образовање и васпитање, тј. настава географије.
Она проучава задатке, садржаје, циљеве, методе, и облике наставе, а уједно и дидактичко-методичке особености свих географских дисциплина. Издвајамо, према томе — методику наставе физичке географије, методику наставе друштвене географије, методику наставе регионалне географије, методику наставе картографије и др.

## Дидактички принципи у настави
Дидактички принципи у настави географије имају полифунцкионални карактер. Они утврђују норме, регулишу наставни процес, повезују наставни рад и сједињују га у јединствену целину.

### Принцип научне и васпитне усмерености
Односи се на наставни програм и његово усмерење које се мења сходно друштвеним променама (Атина, Римско царство, комунизам, социјализам, капитализам). Носиоци свих промена у настави географије су професори и наставници чији је задатак да независно доприносе развоју упркос идеологији.

### Принцип прилагођености наставних садржаја узрасту ученика
Ученици истог узраста се разликују према психофизичким способностима. Настава према томе не може бити једнака за сваког појединца. Из тог разлога се уводе додатна (за напредније) и допунска настава (за мање напредне ученике).

### Принцип свесне активности слушалаца
„Образован је онај човек који зна где ће наћи оно што не зна“ — Георг Зимел. Географија као наука је погодна за проучавање и има могућност да развије интересовање и радозналост код ученика и слушалаца. Њен задатак је да мотивише појединца да рад и истраживање. Улога наставника је да осавремењује градиво и да на најприкладнији начин приближи слушаоцу.

### Принцип систематичности и поступности
Свако знање треба усвајати постпуно и систематично, од самог почетка. Основе овог принципа дефинисао је немачки учитељ Дистервег Фридрих Адолф Вилхелм на основу обрасца — „суштина поступности лежи у четири правила: од ближег ка даљем, од једноставног ка сложеном, од лакшег ка тежем, од познатог ка непознатом“.
Ученици стичу географска знања по системском редоследу, то јест садржаји морају да буду конципирани тако да произлазе једни из других и да усвајање наредних садржаја зависи од квалитета претходно усвојених знања.
Ученици усвајају системска знања према четири дидактичко-методичка правила које је формулисао и установио немачки педагог и теоретичар наставе Адолф Вилхелм Дистервег, а која су делимично модификована и прилагођена учењу географије (Диестервег, 1835). То су:
- просторно – од ближег ка даљем;
- према поступности – од једноставног ка сложеном;
- према редоследу памћења – од лакшег ка тежем;
- према степену сазнајности – од познатог ка мање познатом и непознатом, односно од конкретног ка апстрактном.

У настави географије правило од ближег ка даљем се односи на изучавање и поучавање садржаја регионалне географије. Прво треба изучавати своју земљу, затим земље које се са њом граниче, па земље у даљем окружењу. У случају Србије, логика примарног географског изучавања блиских и регионално повезаних целина упућује на изучавање Хрватске, Босне и Херцеговине, Црне Горе, Македоније, Румуније и Бугарске.
Друго правило се примењује према вертикалној и хоризонталној поступности. Вертикална поступност се односи на изучавања програмских садржаја по разредима (узрасту ученика). Хоризонтална поступност подразумева изучавање према тежини градива у оквиру тематске целине и лекције (лат. lectio – наставно градиво које се обрађује у току једног школског часа). Лекција почиње једноставнијим садржајима, а наставља се постепеним изучавањем тежих делова градива. Правило од једноставнијег ка сложенијим садржајима налази општу примену у настави географије у основној школи. До усвајања сложенијих садржаја се долази поступно, на основу познатих чињеница и географских веза. 
Треће правило, по којем се прво памте географске чињенице, као лакши део наставног садржаја, представља формирање основе за памћење тежих садржаја, као што су географски процеси. Четврто, правило сазнајности, примењује се градацијом садржаја према достигнутом нивоу познавања градива или делова градива. У наставним програмима географије заступљени су садржаји који се односе на конкретне географске чињенице, али и садржаји које ученици доживљавају као апстрактне. У наставним ситуацијама у којима постоји могућност градације и повезивања, прво се уче и памте конкретни, а затим апстрактни географски садржаји.
Принцип систематичности и поступности у настави географије захтева да се географска материја обликује у логичке целине (наставне теме) и да се онда разврстава на наставне јединице. Поступност у настави подразумева увођење ученика у ново градиво на темељу стеченх знања, а у складу са његовим умним потенцијалима.

### Принцип очигледности
Затеве за очигледношћу у науци увелики су антички филозофи, нарочито Аристотел. У новије време поборници овог принципа били су Џон Лок, Лењин и Жан Жак Русо. У географији је основа сваког учења посматрање, опажање и повезивање. За наставу није само важно обично посматрање неке појаве, већ сазнање исте.

### Принцип повезаности теорије и праксе
Предност терорије над праксом је одлика социјалистичког друштва, док се у капитализму развила већа потреба за праксом и ужим специјализацијама. За наставу географије ова два чиниоца су међусобно повезана и не могу једно без другог. Теоријско знање је основа сваке дисциплине у географији, док је пракса највећу примену нашла у регионалној проблематици.

### Принцип рационализације и економичности
Географско знање мора бити ослобођено претераног енциклопедизма, описивања, непотребних детаља и сувишних цифара. Већина стручњака се залаже за смањење градива географије, али истовремено се гледа у правцу отежавања истог. Суштина овог принципа огледа се у повећању обима географског знања и смањењу временског фонда његовог усвајања.

### Принцип индивидуализације
Сматра се да су ученици истог доба на истом степену психофизичког развоја. Што није тачно, а те разлике потичу од разлике у генетском наслеђу, културном и социјалном стасавању и развијању. Из тог разлога се настава прилагођава просечним ученицима, а недостаци се надокнађују дидатним и допунским наставама. Способност сваког појединца најбоље се може упознати путем индивидуалног рада.

### Принцип трајности знања, вештина и навика
„Заборав је услов памћења“ — Борислав Стевановић. Трајност знања зависи од наставног промена, корелације, правилног избора метода и облика рада, наставних средстава, као од мотивисаности самог појединца. У географији се најбоље памте законитости и међусобно повезане појаве, док се најбрже памте, али и брзо заборављају цифарски подаци (висине, дужине, број становника) и разни називи (имена река, планина и сл).
Овај принцип се односи на географска знања која су стечена на различитим когнитивним нивоима, а која су до те мере утемељена да се уз одређено подсећање лако освежавају и дуго задржавају.
Принцип трајности знања у настави географије ослања се на четири Брунерова аспекта: 1) предиспозиције учења, 2) начин структурисања садржаја који се изучава, како би лакше био схваћен од стране ученика, 3) издвајање најзначајнијих секвенција у којима ће се презентовати наставни садржај и 4) природе и динамике вредновања. Наставник тако оспособљава ученика да размишља географском логиком што је основни предуслов трајности запамћивања, уместо да ствара географске свезналице (Брунер, 1966).
Трајно усвојена знања подразумевају системско организовање градива. Систем треба да обухвати:
- постављање циља;
- разврставање на логичке сегменте;
- учење према утврђеним етапама;
- повезивање наставних тема;
- понављање и увежбавање.

Трајност знања условљена је квалитетом самосталног проверавања. Најбоље је своје знање проверити 4 или 5 сати после примарног учења или наредног дана. Тада ученик може реалистичније да сагледа и утврди лични квантум и употребљивост усвојених знања. У току понављања белешке не смеју да буду доступне. Смисао учења географских садржаја је њихово дугорочно запамћивање, не декларативно, које се односи на знање географских чињеница, већ процедурално памћење. Дугорочно памћење географских садржаја захтева да наставник оспособи ученике да своје учење усмере на давање одговора на питања као што су: „Ако се нешто налази тамо, због чега је тамо“, уместо да дају одговоре на питања са доминантним дескриптивизмом као што су: „Где се налази пустиња Такла Макан?“
У настави географије не треба инсистирати на знању чињеница (магационирању), већ фактографску грађу треба употребљавати као оруђе за постизање сазнајних циљева. Географска знања која су стечена употребом географске карте, израдом тематских карата, картограма и модела, трајнија су и лакше се обнављају.
Трајност знања зависи од усмеравања целог наставног процеса. За добијање консолидованих географских знања неопходно је понављање више пута и проверавање до потпуног запамћивања. Трајност се показује у способностима примене стечених знања. Садржаји који одражавају суштину географског процеса најдуже се памте.
Учење је процес стицања знања, док је памћење способност задржавања и активирања знања. Степен заборављања географских садржаја зависи од концентрације у току учења, понављања, протока времена (осипање трагова памћења), ометања и потискивања. Интенционално учење и учење у чијој је основи изражен фактор мотивације, знатно успорава процес заборављања. Сличност географских наставних садржаја може да изазове отежано памћење и задржавање у дугорочној меморији. Када се изучавају две или више међусобно сличних географских регија, без обнављања и проверавања, тада се може јавити ометање у запамћивању и отежано досећање приликом проверавања знања на крају тематске целине. Намера да се садржај запамти или фактор воље на дужи рок, позитивно делује на степен запамћивања. Темељно научени садржаји отпорнији су на заборављање. Активно реаговање током учења у смислу анализирања и формулисање географских процеса својим речима, записивање и географско размишљање спречавају појаву монотоности у учењу, а тиме и смањују степен заборављања. Мисаоне активности усмерене на проналажење значења за непознате садржаје, повезивање са познатим, асоцијативно памћење, постављање питања себи и размишљање како би то разјаснили неком другом, успоравају фактор заборављања и потискивања. Доказано је да вербално понављање, или једно гласно понављање побољшава запамћивање чак до 25%. Временско распоређивање понављања је веома битан фактор спречавања заборављања. Према теорији осипања памћења („теорија стаза“) степен заборављања одређеног садржаја условљен је понављањем и размишљањем о материји која се учи.